# Schinznach-Dorf
Pour les articles homonymes, voir Schinznach et Schinznach-Bad.

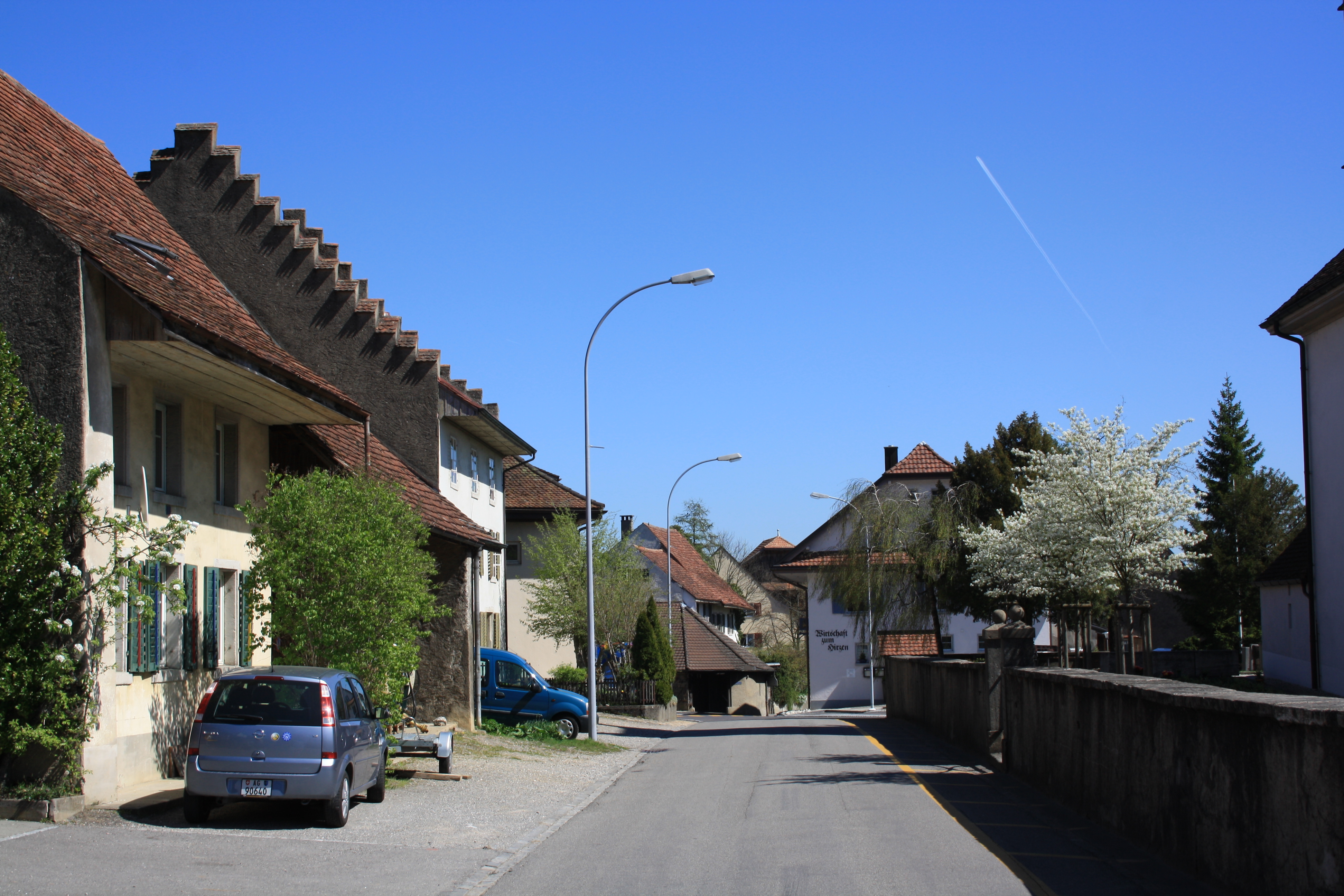
Schinznach-Dorf.

Schinznach-Dorf est une localité et une ancienne commune suisse du canton d'Argovie, située dans le district de Brugg.

## Histoire
La commune de Schinznach-Dorf, appelée Schinznach jusqu'en 1938, fusionne le 1er janvier 2014 avec celle d'Oberflachs pour former la nouvelle commune de Schinznach.

## Monuments et curiosités
L'église paroissiale réformée est un bâtiment à une nef avec plafond plat et stucs rococo. Elle remplace en 1779 une église dont le clocher gothique a été réutilisé.
Au sud du clocher se trouve la chapelle d'Erlach qui date de 1650, avec les monuments richement décorés représentant le général Johann Ludwig von Erlach (1595-1650) et sa femme.

## Économie
- Constri[2]